# Hexominó

Los 35 hexominós libres

Un hexominó, o 6-ominó, es un poliominó de orden 6, es decir, un polígono en el plano formado por 6 cuadrados del mismo tamaño conectados de borde a borde. Cuando las rotaciones y los reflejos no se consideran formas distintas, hay 35 formas de hexominó libres diferentes. Cuando las reflexiones se consideran distintas, hay 60 formas de hexominó unilaterales. Cuando las rotaciones también se consideran distintas, hay 216 formas de hexominó fijas.

## Simetría
Los hexominós libres se pueden clasificar según sus grupos de simetría:
La figura muestra los 35 hexominós libres, coloreados según sus grupos de simetría.
- 20 hexominós (de color gris) no tienen simetría. Su grupo de simetría consiste únicamente en la identidad.

- 6 hexominós (de color rojo) tienen un eje de simetría especular alineado con las líneas de la cuadrícula. El grupo de simetría tiene dos elementos, la identidad y la reflexión en una línea paralela a los lados de los cuadrados.

- 2 hexominós (de color verde) tienen un eje de simetría especular a 45° con respecto a las líneas de la cuadrícula. El grupo de simetría tiene dos elementos, la identidad y una reflexión diagonal.

- 5 hexominós (de color azul) tienen simetría puntual, también conocida como simetría rotacional de orden 2. El grupo de simetría tiene dos elementos, la identidad y la rotación de 180°.

- 2 hexominós (de color violeta) tienen dos ejes de simetría de reflexión, ambos alineados con las líneas de la cuadrícula. El grupo de simetría tiene cuatro elementos, la identidad, dos reflexiones y la rotación de 180°. Es el grupo diédrico de orden 2.

## Empaquetado y mosaico
Cada uno de los 35 hexominós satisface el criterio de Conway; por lo tanto, cada hexominó es capaz de formar mosaicos en el plano.
Aunque el conjunto completo de 35 hexominós tiene un total de 210 cuadrados, no es posible empaquetarlos en un rectángulo. Esto se puede demostrar con un argumento de paridad. Si los hexominós se colocan en un patrón de tablero de ajedrez, entonces 11 de los hexominós cubrirán un número par de cuadrados negros (ya sea 2 blancos y 4 negros o viceversa) y los otros 24 hexominós cubrirán un número impar de cuadrados negros (3 blancos y 3 negros). En general, en cualquier disposición se cubrirá un número par de cuadrados negros. Sin embargo, cualquier rectángulo de 210 cuadrados tendrá 105 cuadrados negros y 105 cuadrados blancos y, por lo tanto, no puede estar cubierto por los 35 hexominós.

## Despliegues del cubo

Los 11 despliegues del cubo

Hay exactamente 11 despliegues distintos de las caras de un cubo, y cada uno de ellos es necesariamente un hexominó. Estas 11 configuraciones se muestran en la figura adjunta.